# Fabian Langenskiöld (läkare)
Fabian Wilhelm Gustaf Langenskiöld, född 21 mars 1886 i Viborg, död 25 augusti 1957 i Helsingfors, var en finländsk läkare. Han var sonson till Fabian Langenskiöld och far till Anders Langenskiöld. 
Langenskiöld, som blev medicine och kirurgie doktor 1914, var en banbrytare för invalidvården i Finland. Han var 1918–1948 docent och 1948–1953 professor i kirurgi vid Helsingfors universitet, förestod 1919–1945 kirurgiska avdelningen vid Diakonissanstalten i Helsingfors och var sjukhusets överläkare 1931–1945; därtill var han ordförande i Invalidstiftelsens styrelse från 1940 och överläkare vid dess sjukhus från 1943. Åren 1939–1941 var han inspektör för krigssjukhusen. Hans vetenskapliga undersökningar gällde främst ortopedisk kirurgi. Han tilldelades professors titel 1936.